# Spirembolus cheronus
Spirembolus cheronus är en spindelart som beskrevs av Chamberlin 1948. Spirembolus cheronus ingår i släktet Spirembolus och familjen täckvävarspindlar. Inga underarter finns listade i Catalogue of Life.